# Solariorbis mooreanus
Solariorbis mooreanus är en snäckart som först beskrevs av Vanatta 1904.  Solariorbis mooreanus ingår i släktet Solariorbis och familjen Vitrinellidae. Inga underarter finns listade i Catalogue of Life.